# John Emil Peurifoy
John Emil Peurifoy (né le 9 août 1907 à Walterboro et mort le 12 août 1955 à Hua Hin) est un diplomate américain actif au début de la Guerre froide. Il sert en Grèce, au Guatemala et en Thaïlande.

## Biographie
John Emil Peurifoy est ambassadeur en Grèce pendant la guerre civile, puis au Guatemala au moment du coup d'État contre Arbenz en 1954 dont il fut en partie responsable à la suite de la déclaration dans laquelle il expliquait au gouvernement américain que « l’élimination totale des grands intérêts américains n’est qu’une affaire de temps », et enfin en Thaïlande où il trouva la mort dans d'étranges circonstances.